# Chunqiao (sockenhuvudort i Kina, Jiangxi Sheng, lat 29,54, long 116,28)
Chunqiao är en sockenhuvudort i Kina. Den ligger i provinsen Jiangxi, i den sydöstra delen av landet, omkring 100 kilometer norr om provinshuvudstaden Nanchang. Antalet invånare är 14 706. Befolkningen består av 7 662 kvinnor och 7 044 män. Barn under 15 år utgör 22,0 %, vuxna 15-64 år 69 %, och äldre över 65 år 7,0 %.
Runt Chunqiao är det tätbefolkat, med 530 invånare per kvadratkilometer. Närmaste större samhälle är Cailing, 10,7 km öster om Chunqiao. Trakten runt Chunqiao består till största delen av jordbruksmark.
Genomsnittlig årsnederbörd är 2 294 millimeter. Den regnigaste månaden är maj, med i genomsnitt 338 mm nederbörd, och den torraste är januari, med 74 mm nederbörd.